# Claphidia
Claphidia is een geslacht van vlinders van de familie slakrupsvlinders (Limacodidae).

## Soorten
- C. microstagma Dyar, 1921
- C. tersula (Druce, 1906)